# XXII emendamento della Costituzione degli Stati Uniti d'America
Il XXII emendamento della Costituzione degli Stati Uniti d'America (Emendamento XXII) limita il numero di volte in cui una persona può essere eletta alla carica di Presidente degli Stati Uniti a due mandati e stabilisce ulteriori condizioni di eleggibilità per i Presidenti che succedono ai mandati non scaduti dei loro predecessori. Il Congresso approvò il Ventiduesimo Emendamento il 21 marzo 1947 e lo sottopose alle legislature statali per la ratifica. Il processo si è concluso il 27 febbraio 1951, quando i 36 Stati su 48 hanno ratificato l'emendamento (né l'Alaska né le Hawaii erano ancora state ammesse come Stati) e le sue disposizioni sono entrate in vigore in quella data.
L'emendamento proibisce a chiunque sia stato eletto presidente due volte di essere eletto nuovamente. L'emendamento vieta anche a chi ricopre un mandato presidenziale in sospeso di durata superiore a due anni di essere eletto presidente più di una volta. Gli studiosi discutono se l'emendamento proibisca alle persone interessate di succedere alla presidenza in qualsiasi circostanza o se si applichi solo alle elezioni presidenziali. Fino alla ratifica dell'emendamento, il presidente non era soggetto a limiti di mandato, ma sia George Washington sia Thomas Jefferson (il primo e il terzo presidente) decisero di non candidarsi per un terzo mandato, avendo stabilito una tradizione di due mandati. Nelle elezioni presidenziali del 1940 e del 1944, Franklin D. Roosevelt è stato l'unico presidente a candidarsi (e a vincere) un terzo e un quarto mandato, facendo sorgere il timore di un presidente con un numero illimitato di mandati.

## Contesto
Il Ventiduesimo Emendamento fu una reazione all'elezione di Franklin D. Roosevelt a quattro mandati presidenziali senza precedenti, ma i limiti di mandato presidenziale erano da tempo oggetto di dibattito nella politica americana. I delegati alla Convenzione costituzionale del 1787 considerarono ampiamente la questione, insieme a questioni più ampie, come chi avrebbe eletto il presidente e il ruolo del presidente. Molti, tra cui Alexander Hamilton e James Madison, sostenevano l'incarico a vita per i presidenti, mentre altri erano favorevoli a mandati fissi. George Mason, della Virginia, denunciò la proposta del mandato a vita come equivalente alla monarchia elettiva. Una prima bozza della Costituzione degli Stati Uniti prevedeva che il presidente fosse limitato a un solo mandato di sette anni. Alla fine, i Costituenti approvarono un mandato di quattro anni senza alcuna restrizione sul numero di volte in cui una persona poteva essere eletta presidente.
Sebbene la Convenzione costituzionale avesse rinunciato a porre dei limiti alla durata del mandato dei presidenti degli Stati Uniti, questi sono stati presi in considerazione durante le presidenze di George Washington e Thomas Jefferson. Quando il suo secondo mandato entrò nell'ultimo anno, nel 1796, Washington era esausto per gli anni di servizio pubblico e la sua salute aveva cominciato a declinare. Era anche infastidito dagli attacchi incessanti dei suoi avversari politici, che si erano intensificati dopo la firma del Trattato di Jay, e riteneva di aver raggiunto i suoi principali obiettivi come presidente. Per questi motivi decise di non candidarsi per un terzo mandato, decisione che annunciò alla nazione nel Discorso di Addio del settembre 1796. Undici anni dopo, quando Thomas Jefferson si avvicinò alla metà del suo secondo mandato, scrisse:
Da quando Washington fece il suo storico annuncio, numerosi accademici e personaggi pubblici hanno analizzato la sua decisione di ritirarsi dopo due mandati e, secondo il politologo Bruce Peabody, “hanno stabilito una tradizione di due mandati che serviva come controllo vitale contro l'accumulo di troppo potere da parte di una sola persona o della presidenza nel suo complesso”. All'inizio e alla metà del XIX secolo furono proposti al Congresso vari emendamenti volti a modificare i precedenti informali in diritto costituzionale, ma nessuno passò. Tre dei quattro presidenti successivi a Jefferson, James Madison, James Monroe e Andrew Jackson presiedettero due mandati e ciascuno di essi aderì al principio dei due mandati; Martin Van Buren fu l'unico presidente tra Jackson e Abraham Lincoln a essere nominato per un secondo mandato, anche se perse le elezioni del 1840 e quindi rimase in carica solo un mandato. All'inizio della Guerra Civile gli Stati secessionisti redassero la Costituzione degli Stati Confederati, che nella maggior parte degli aspetti assomigliava alla Costituzione degli Stati Uniti, ma limitava il presidente a un solo mandato di sei anni.

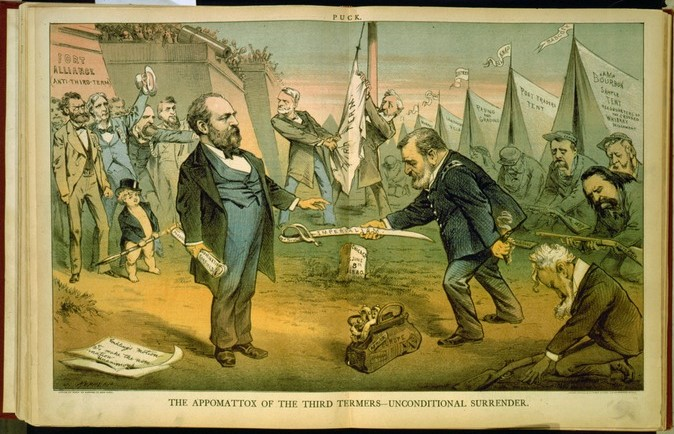
In questa vignetta satirica di Puck, Ulysses S. Grant si arrende a James A. Garfield dopo aver perso la candidatura repubblicana alle presidenziali del 1880.

Nonostante la forte tradizione dei due mandati, alcuni presidenti prima di Roosevelt tentarono di ottenere un terzo mandato. Dopo la rielezione di Ulysses S. Grant nel 1872, nei circoli politici repubblicani si discusse seriamente sulla possibilità di una sua ricandidatura nel 1876. Ma l'interesse per un terzo mandato di Grant svanì alla luce dell'opinione pubblica negativa e dell'opposizione dei membri del Congresso, e Grant lasciò la presidenza nel 1877 dopo due mandati. Tuttavia, all'avvicinarsi delle elezioni del 1880, cercò di ottenere la nomina per un terzo mandato (non consecutivo) alla Convenzione nazionale repubblicana del 1880, ma perse per poco contro James A. Garfield, che vinse le elezioni del 1880.
Theodore Roosevelt succedette alla presidenza il 14 settembre 1901, in seguito all'assassinio di William McKinley (194 giorni dopo il suo secondo mandato), e fu eletto facilmente per un intero mandato nel 1904. Rifiutò di chiedere un terzo mandato (secondo mandato completo) nel 1908, ma si ricandidò alle elezioni del 1912, perdendo contro Woodrow Wilson. Lo stesso Wilson, nonostante la sua salute cagionevole a seguito di un grave ictus, aspirava a un terzo mandato. Molti dei suoi consiglieri cercarono di convincerlo che le sue condizioni di salute precludevano un'altra campagna, ma Wilson chiese comunque che il suo nome fosse messo in nomination per la presidenza alla Convenzione nazionale democratica del 1920. I leader del Partito Democratico non erano disposti a sostenere Wilson e la candidatura andò a James M. Cox, che perse contro Warren G. Harding. Wilson pensò nuovamente di candidarsi per un terzo mandato (non consecutivo) nel 1924, elaborando una strategia per il suo ritorno, ma ancora una volta non trovò alcun sostegno; morì nel febbraio dello stesso anno.

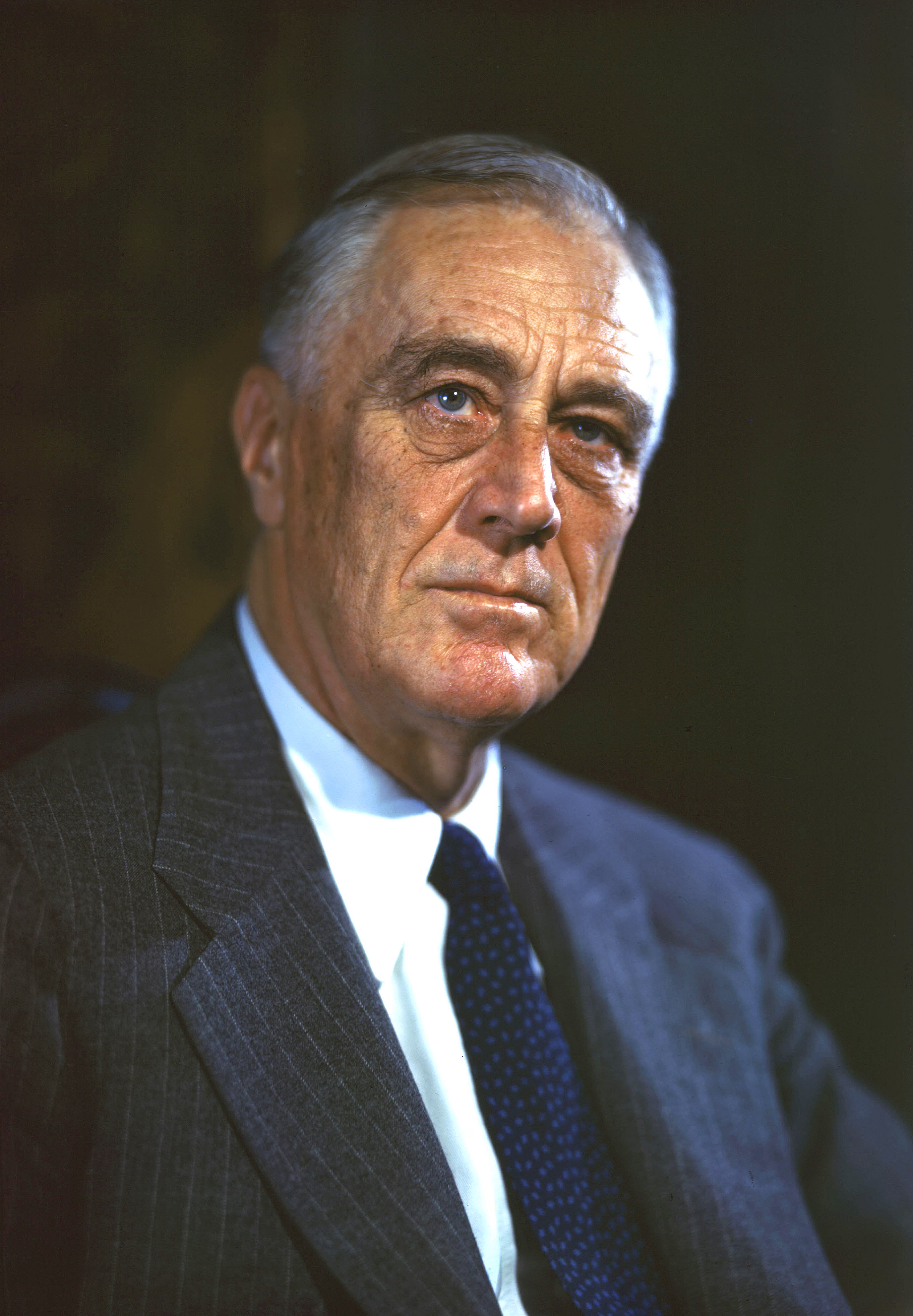
Franklin D. Roosevelt, eletto per quattro mandati, fu presidente dal 1933 alla sua morte nel 1945.

Franklin Roosevelt trascorse i mesi precedenti alla Convenzione nazionale democratica del 1940 rifiutandosi di comunicare se avrebbe richiesto un terzo mandato. Il suo vicepresidente, John Nance Garner, insieme al Direttore generale delle poste James Farley, annunciarono la loro candidatura alla nomination democratica. Quando arrivò la convention, Roosevelt inviò un messaggio alla convention dicendo che si sarebbe candidato solo se fosse stato scelto, affermando che i delegati erano liberi di votare per chi volevano. Questo messaggio fu interpretato come la volontà di essere nominato, e fu rinominato al primo scrutinio della convention. Roosevelt ottenne una vittoria decisiva sul repubblicano Wendell Willkie, diventando l'unico presidente a superare gli otto anni di mandato. La sua decisione di cercare un terzo mandato dominò la campagna elettorale. Willkie si oppose al mandato presidenziale a tempo indeterminato, mentre i democratici citarono la Guerra in Europa come motivo per rompere con i precedenti.
Quattro anni dopo, Roosevelt affrontò il repubblicano Thomas E. Dewey nelle elezioni del 1944. Verso la fine della campagna elettorale, Dewey annunciò il suo sostegno a un emendamento costituzionale per limitare i presidenti a due mandati. Secondo Dewey, “quattro mandati, o sedici anni, un riferimento diretto al mandato del presidente di lì a quattro anni, sono la minaccia più pericolosa alla nostra libertà mai proposta”. Con discrezione sollevò anche la questione dell'età del presidente. Roosevelt emanava energia e carisma sufficienti per conservare la fiducia degli elettori e fu eletto per un quarto mandato.
Sebbene durante la campagna elettorale avesse smentito le voci sulla sua cattiva salute, la salute di Roosevelt si stava deteriorando. Il 12 aprile 1945, solo 82 giorni dopo il suo quarto insediamento, fu colpito da un'emorragia cerebrale e morì, succeduto dal vicepresidente Harry Truman. Alle elezioni di metà mandato del 1946, 18 mesi dopo, i repubblicani presero il controllo della Camera e del Senato. Poiché molti di loro avevano fatto campagna elettorale sulla questione del mandato presidenziale, dichiarandosi a favore di un emendamento costituzionale che limitasse la durata del mandato presidenziale, la questione ebbe la priorità nell'80º Congresso quando si riunì nel gennaio 1947.

## Proposta e ratifica

### Proposta al Congresso
La Camera dei Rappresentanti agì rapidamente, approvando una proposta di emendamento costituzionale (Risoluzione congiunta 27) che stabiliva un limite di due mandati quadriennali per i futuri presidenti. Introdotta da Earl C. Michener. La misura passò 285-121, con il sostegno di 47 democratici, il 6 febbraio 1947. Nel frattempo, il Senato sviluppò la propria proposta di emendamento, che inizialmente differiva da quella della Camera in quanto richiedeva che l'emendamento fosse sottoposto alle convenzioni di ratifica degli Stati per la ratifica, anziché alle legislature statali, e in quanto proibiva a chiunque avesse prestato servizio per più di 365 giorni in ciascuno dei due mandati di presiedere ulteriormente. Entrambe le disposizioni furono rimosse quando il Senato prese in esame la legge, ma ne fu aggiunta una nuova. Proposta da Robert A. Taft, essa chiariva le procedure che regolavano il numero di volte in cui un vicepresidente succeduto alla presidenza poteva essere eletto in carica. La proposta emendata fu approvata il 12 marzo per 59 a 23, con 16 democratici a favore.
Il 21 marzo, la Camera accettò le revisioni del Senato e approvò la risoluzione per emendare la Costituzione. Successivamente, l'emendamento che imponeva limiti di durata ai futuri presidenti fu sottoposto agli Stati per la ratifica. Il processo di ratifica fu completato il 27 febbraio 1951, 3 anni e 343 giorni dopo essere stato inviato agli Stati.

### Ratifica da parte degli Stati

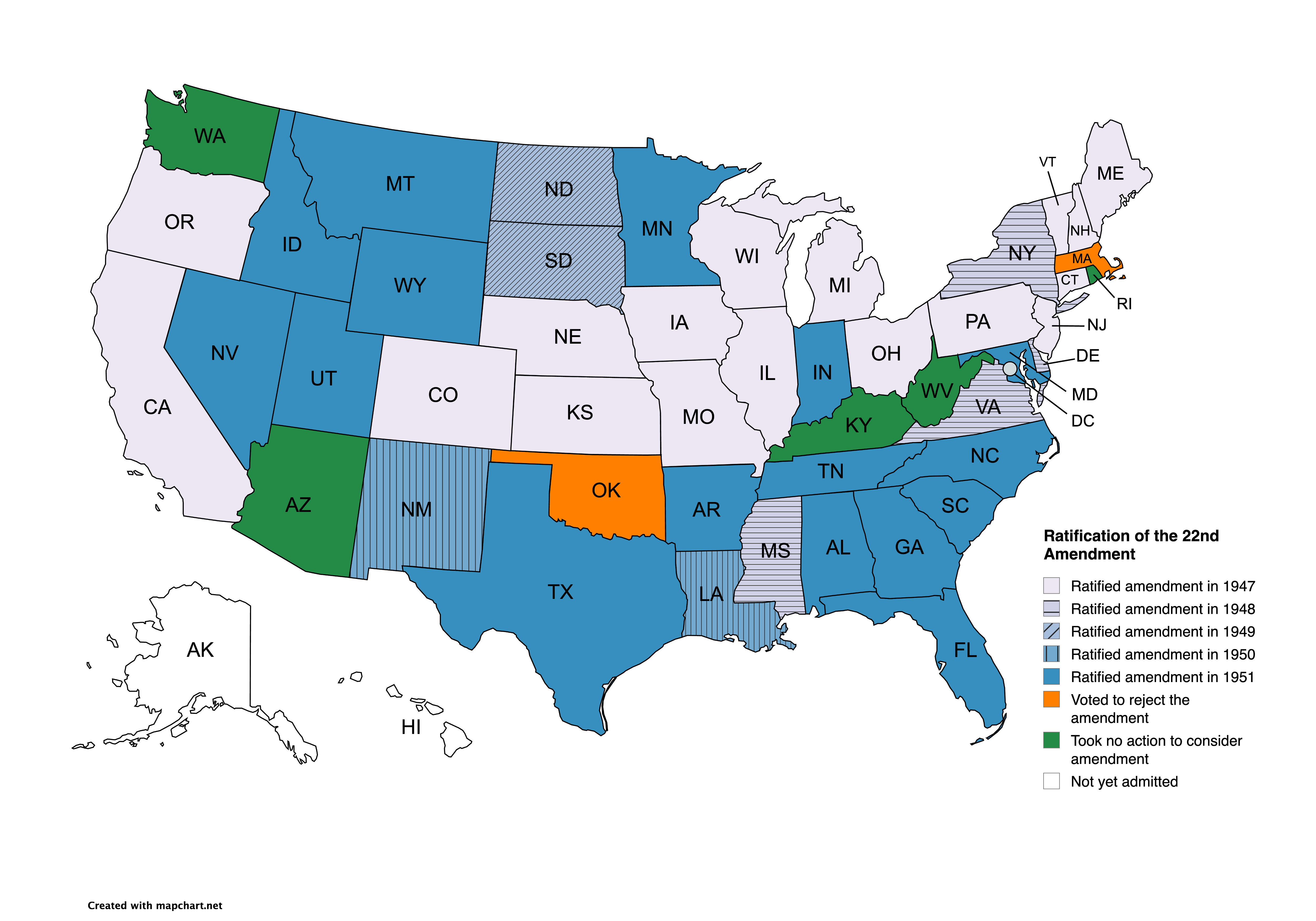
Una mappa di come gli Stati votarono sul Ventiduesimo Emendamento

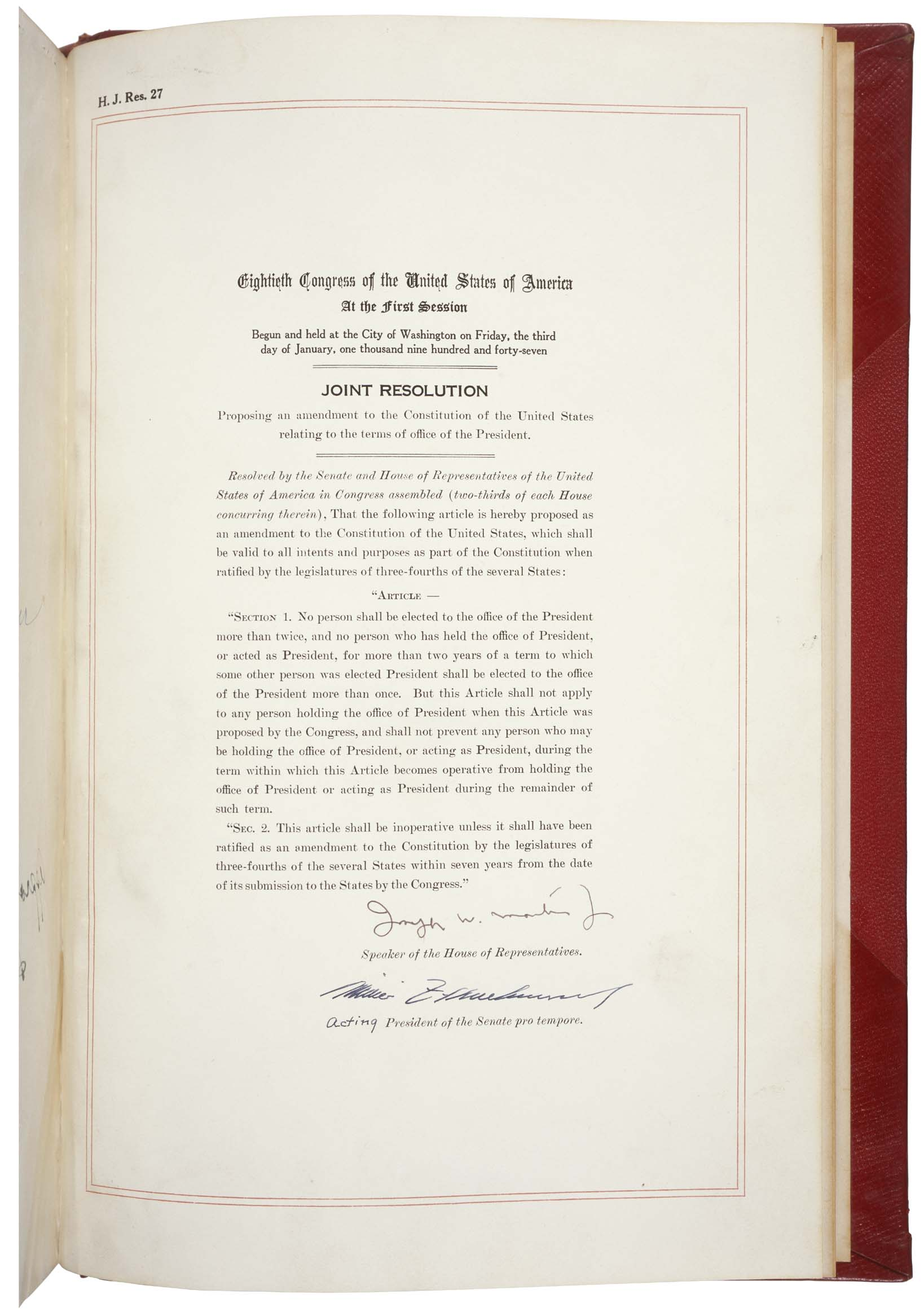
Il Ventiduesimo Emendamento negli Archivi Nazionali

Una volta sottoposto agli Stati, il XXII emendamento fu ratificato da:
1. Maine: 31 marzo 1947
2. Michigan: 31 marzo 1947
3. Iowa: 1º aprile 1947
4. Kansas: 1º aprile 1947
5. New Hampshire: 1º aprile 1947
6. Delaware: 2 aprile 1947
7. Illinois: 3 aprile 1947
8. Oregon: 3 aprile 1947
9. Colorado: 12 aprile 1947
10. California: 15 aprile 1947
11. New Jersey: 15 aprile 1947
12. Vermont: 15 aprile 1947
13. Ohio: 16 aprile 1947
14. Wisconsin: 16 aprile 1947
15. Pennsylvania: 29 aprile 1947
16. Connecticut: 21 maggio 1947
17. Missouri: 22 maggio 1947
18. Nebraska: 23 maggio 1947
19. Virginia: 28 gennaio 1948
20. Mississippi: 12 febbraio 1948
21. New York: 9 marzo 1948
22. Dakota del Sud: 21 gennaio 1949
23. Dakota del Nord: 25 febbraio 1949
24. Louisiana: 17 maggio 1950
25. Montana: 25 gennaio 1951
26. Indiana: 29 gennaio 1951
27. Idaho: 30 gennaio 1951
28. Nuovo Messico: 12 febbraio 1951
29. Wyoming: 12 febbraio 1951
30. Arkansas: 15 febbraio 1951
31. Georgia: 17 febbraio 1951
32. Tennessee: 20 febbraio 1951
33. Texas: 22 febbraio 1951
34. Utah: 26 febbraio 1951
35. Nevada: 26 febbraio 1951
36. Minnesota: 27 febbraio 1951
La ratifica fu completata quando la legislatura del Minnesota ratificò l'emendamento. Il 1° marzo 1951, l'amministratore dei Servizi generali, Jess Larson, rilasciò un certificato, proclamando il 22° emendamento debitamente ratificato e parte della Costituzione. L'emendamento fu successivamente ratificato da:[3]
37. Carolina del Nord: 28 febbraio 1951
38. Carolina del Sud: 13 marzo 1951
39. Maryland: 14 marzo 1951
40. Florida: 16 aprile 1951
41. Alabama: 4 maggio 1951

Al contrario, due Stati, Massachusetts e Oklahoma, respinsero l'emendamento, mentre cinque, Arizona, Kentucky, Rhode Island, Washington e Virginia Occidentale, non presero provvedimenti.

## Impatto
A causa della clausola di salvaguardia contenuta nella Sezione 1, l'emendamento non si applicava al presidente in carica Harry S. Truman: Truman aveva ricoperto l'incarico per quasi tutto il mandato 1945-1949 dopo la morte di Roosevelt ed era stato eletto per un intero mandato di quattro anni in seguito alle elezioni del 1948, pertanto solo in virtù di tale esenzione Truman avrebbe potuto ricandidarsi alle elezioni del 1952. Ma con il suo indice di gradimento intorno al 27% e dopo una scarsa performance alle primarie del New Hampshire del 1952, Truman scelse di non tentare di ottenere la nomination del suo partito. Da quando è diventato operativo nel 1951, l'emendamento è stato applicato a tutti i presidenti degli Stati Uniti eletti due volte.

## Relazione con il Dodicesimo Emendamento
Nella sua formulazione, il 22° emendamento si concentra sulla limitazione dell'elezione alla presidenza per più di due volte. Sono state sollevate controversie sul significato e sull'applicazione dell'emendamento, soprattutto in relazione al 12° emendamento, ratificato nel 1804, che afferma che "nessuna persona costituzionalmente ineleggibile alla carica di Presidente sarà eleggibile a quella di Vicepresidente degli Stati Uniti". Sebbene il 12° Emendamento stabilisca che i requisiti costituzionali di età, cittadinanza e residenza si applicano al Presidente e al Vicepresidente, non è chiaro se una persona ineleggibile alla carica di Presidente a causa dei limiti di mandato possa essere eletta alla vicepresidenza. A causa di questa ambiguità, un ex presidente per due mandati potrebbe essere eletto vicepresidente e poi succedere alla presidenza in seguito alla morte, alle dimissioni o alla rimozione dalla carica del presidente in carica, oppure succedere alla presidenza da un'altra carica dichiarata nella linea di successione presidenziale.
Alcuni sostengono che il 22° Emendamento e il 12° Emendamento impediscono a un Presidente per due mandati di ricoprire successivamente la carica di Vicepresidente e di succedere alla Presidenza da qualsiasi parte della linea di successione presidenziale. Altri sostengono che l'intento originario del 12° Emendamento riguarda le qualifiche per il servizio, età, residenza e cittadinanza, mentre il 22° Emendamento riguarda le qualifiche per l'elezione, e quindi un ex presidente per due mandati è ancora eleggibile come vicepresidente. Nessuno dei due emendamenti limita il numero di volte in cui una persona può essere eletta alla vicepresidenza e poi succedere alla presidenza per il resto del mandato, anche se a quella persona potrebbe essere vietato di candidarsi per un ulteriore mandato. L'applicabilità pratica di questa distinzione non è stata verificata, poiché nessuna persona è stata eletta presidente e vicepresidente in quest'ordine, indipendentemente dai mandati ricoperti.

## Tentativi di abrogazione
Nel corso degli anni, diversi presidenti hanno espresso la loro avversione nei confronti dell'emendamento. Dopo aver lasciato il suo incarico, Harry Truman descrisse l'emendamento come stupido e uno dei peggiori emendamenti della Costituzione, ad eccezione dell'emendamento sul proibizionismo. Pochi giorni prima di lasciare il suo incarico, nel gennaio 1989, il Presidente Ronald Reagan disse che avrebbe spinto per l'abrogazione del 22° Emendamento perché riteneva che violasse i diritti democratici delle persone. In un'intervista rilasciata a Rolling Stone nel novembre 2000, il presidente Bill Clinton ha suggerito di modificare il 22° Emendamento per limitare i presidenti a due mandati consecutivi, ma di consentire anche mandati non consecutivi, a causa dell'allungamento delle aspettative di vita.
I primi sforzi del Congresso per abrogare il 22° Emendamento furono intrapresi nel 1956, cinque anni dopo la ratifica dell'emendamento. Nei 50 anni successivi, furono introdotte 54 risoluzioni congiunte volte ad abrogare il limite dei due mandati presidenziali. Tra il 1997 e il 2013, José Serrano, rappresentante democratico di New York, ha presentato nove risoluzioni, una per Congresso, tutte senza successo, per abrogare l'emendamento. L'abrogazione è stata sostenuta anche dai rappresentanti Barney Frank e David Dreier e dai senatori Mitch McConnell e Harry Reid.